# Haush
Haush (Mánekenk)  (Aush; u oba slučaja izgovor auš. Također su poznati kao Mánekenken ili Mánekenkn) je pleme Indijanaca iz grupe Chonan koje je do ranog 20. stoljeća naseljavalo istočne predjele Ognjene zemlje (Tierra del Fuego), Argentina. 
Tragovi ovih Indijanaca datiraju iz vremena od 1500 godina prije Krista. Otočje Ognjena zemlja nazivali su imenom “Chuanisin” ili ' tierra de la abundancia; (zemlja obilja). O njima nije ostalo mnogo informacija. Smatra ih se za jedno od najstarijih domorodačkih plemena. Bavili su se lovom na gvanake i morske sisavce. Indijanci Ona (Selcnam) smatrali su ih 'izvorom znanja', riječi su to jednog Selcnama. 
Među Onasima i Haushima dolazilo je i do ratova, pobjednička strana odvodila bi zatim žene pobijeđenih. Ovakve slučajeve nalazimo i kod Yanomama i Maquiritara. Prve susrete s bijelim navigatorima Aushi su imali na zaljevima Thetis i Buen Suceso, kao i duž poluotoka Mitre za vrijeme čestih brodoloma. Njihovi susreti s bijelcima završavali bi masakrima, pa su postali toliko plašljivi da su bježali s obale čim bi ugledali brod na horizontu.
Prema Lothropu 1850. ih je bilo 300. Godine 1924. živjele su tek 3 osobe iz plemena, a 1928. preostala je svega jedna osoba na životu.
O čilskim Haushima pisao je čilsko-hrvatski povjesničar Sergio Laušić Glasinović.

## Vanjske poveznice
- Los indios Haush (Manekenk)
- Tenenisk, famoso chamán mitad Haush, mitad Ona
- The Haush (Manek'enk) People  Arhivirana inačica izvorne stranice od 6. listopada 2008. (Wayback Machine)
- Where the Seas Clash: The Land of the Ancient Haush, Tierra Del Fuego